# Peter Weiss
Peter Weiss (Berlin, 8. studenog 1916. – Stockholm, 10. svibnja 1982.), njemački književnik 
Godine 1934. emigrirao je i boravio je u Čehoslovačkoj i Švicarskoj, te pisao na švedskom jeziku. Djelovao je kao filmski redatelj, slikar, pripovjedač i romanopisac, ali je prije svega dramatičar, poznat po mnogim svjetskim pozornicama po svojoj modernoj, efektnoj satiričkoj dramaturgiji.
Djela:
- "Osamljenik",
- "Sirotište",
- "Između bogova i demona",
- "O pjesničkom umijeću".